# Johannes Schleiermacher

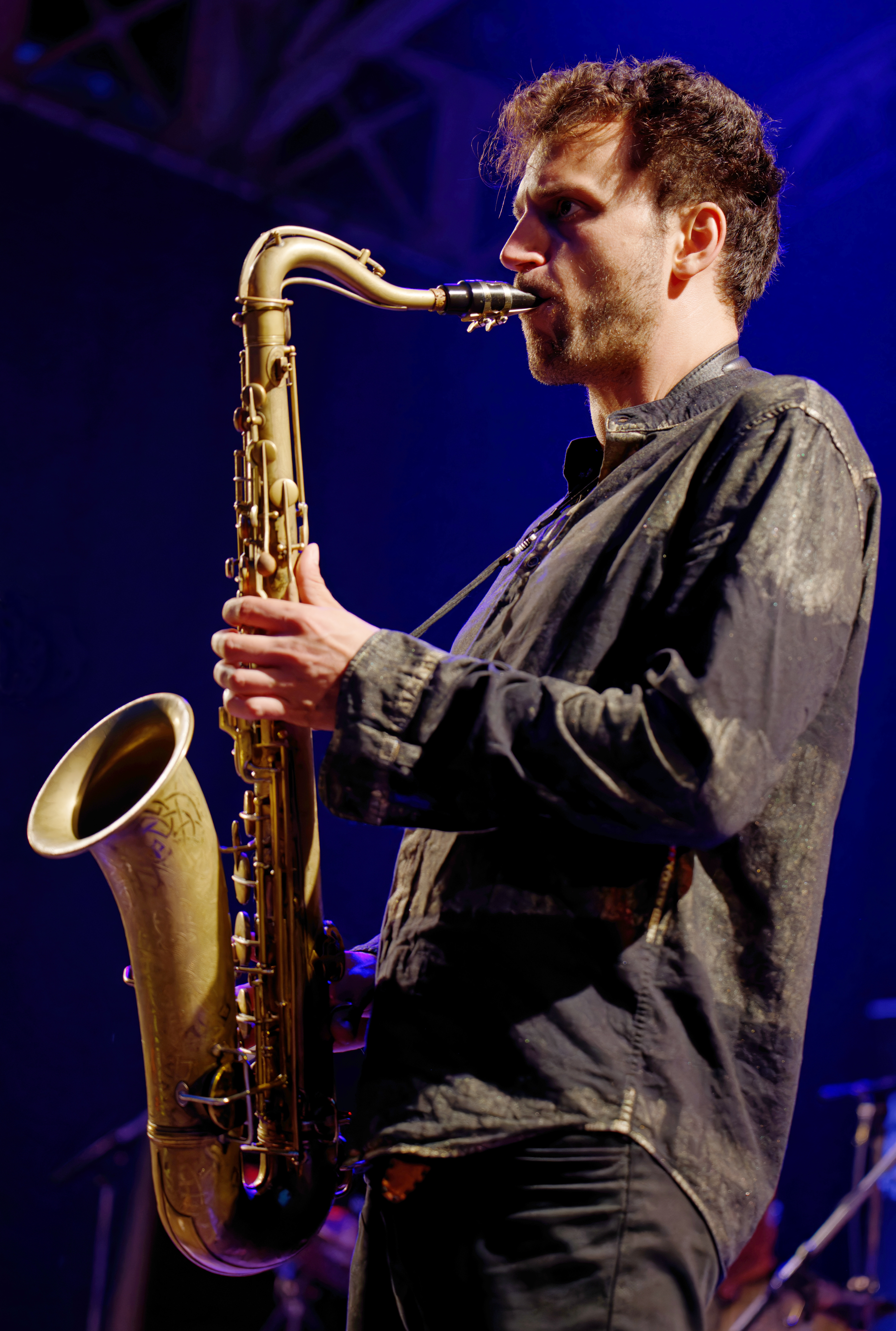
Johannes Schleiermacher mit Shake Stew im Palmengarten Frankfurt 2023

Johannes Schleiermacher (* 1984 Freital) ist ein deutscher Jazzmusiker (Tenorsaxophon).

## Leben und Wirken
Schleiermacher stammt aus einer musikalischen Familie; sein Onkel ist der Komponist Steffen Schleiermacher, sein Vater sang zunächst im Stadtsingechor zu Halle mit und gründete später als Apotheker ein Orchester. Über die Plattensammlung seines Vaters lernte er früh den Modern Jazz kennen. Schleiermacher schloss sich in Dresden einer Big Band an. Nach dem Abitur zog er nach Berlin, wo er an der Hochschule für Musik „Hanns Eisler“ Berlin Jazz studierte. Über einen Workshop lernte er Gunter Hampel kennen, der ihn gleich in seine Band aufnahm; seit 2002 tourte er mit ihm in unterschiedlichen Konstellationen ausgiebig und nahm diverse Alben und DVDs auf.
Max Andrzejewski holte ihn in seine Band Hütte, mit der er seit 2012 drei Alben veröffentlichte. Max und Jan Weissenfeldt heuerten  Schleiermacher als Aushilfe für ihre Band Poets of Rhythm an, wo er mit afrikanischer Musik in Kontakt kam. Dann improvisierte er mit Gnawa-Musikern und Sufi-Orchestern in Marokko und gründete seine Band Onom Agemo and the Disco Jumpers, die 2015 ein eigenes Album vorlegte. Eins seiner anderen Projekte ist Woima Collective; es spielte zwei Alben mit westafrikanischer Musik ein und trat auch mit Tony Allen auf. Weiterhin gehört er zum Andromeda Mega Express Orchestra und zur österreichischen Band Shake Stew. Auf dem Synthesizer ist er auf Planetary Tunes, dem zweiten Album von Kathrin Lemkes Heliocentric Counterblast, zu hören. Lukas Kranzelbinder holte ihn 2018 mit Fiston Mwanza Mujila und den Musikern Mario Rom, Mona Matbou Riahi, Gregory Dargent und Dave Smith zum SWR New Jazz Meeting.